# Gibbaranea
Gibbaranea Archer, 1951 é um género de aranhas araneomorfas da família Araneidae com distribuição natural na região biogeográfica Paleártica.

## Lista de espécies
O género Gibbaranea inclui as seguintes espécies:
- Gibbaranea abscissa (Karsch, 1879)
- Gibbaranea bituberculata (Walckenaer, 1802)
- Gibbaranea gibbosa (Walckenaer, 1802)
- Gibbaranea hetian (Hu & Wu, 1989)
- Gibbaranea nanguosa Yin & Gong, 1996
- Gibbaranea occidentalis Wunderlich, 1989
- Gibbaranea omoeda (Thorell, 1870)
- Gibbaranea tenerifensis Wunderlich, 1992
- Gibbaranea ullrichi (Hahn, 1835)